# Грей, Элизабет, 6-я баронесса Лайл
Элизабет Грей (1470 или 1482/84—1525/26) — английская аристократка, 6-я баронесса Лайл в своём праве с 1519 года, жена Эдмунда Дадли и Артура Плантагенета.

## Биография
Элизабет Грей родилась, по разным данным, в 1470, 1482 или 1484 году в семье Эдуарда Грея, 1-го виконта Лайла и 3-го барона Лайла, и Элизабет Толбот. Между 1500 и 1503 годами её выдали за сэра Эдмунда Дадли, от которого она родила трёх сыновей. В 1510 года сэра Эдмунда казнили за измену. Годом позже Элизабет вышла замуж во второй раз — за Артура Плантагенета, внебрачного сына короля Эдуарда IV, от которого родила трёх дочерей. После смерти в 1519 году племянницы, ещё одной Элизабет Грей, Элизабет Плантагенет унаследовала отцовские владения и стала 6-й баронессой Лайл в своём праве. Её муж в 1523 году получил титул виконта Лайла.
Баронесса умерла в 1525 или 1526 году. Артур и после этого продолжал носить титул виконта, а в 1542 году сын Элизабет Джон Дадли стал виконтом Лайлом «по праву матери».
В первом браке у Элизабет родились:
- Джон (1502—1553), 1-й виконт Лайл, 1-й герцог Нортумберленд[2];
- Эндрю (1507—1559)[7];
- Джером (умер после 1555)[7].

Во втором браке родились:
- Фрэнсис[1], жена Томаса Монка;
- Элизабет[1] (умерла до 1526), жена сэра Фрэнсиса Джобса;
- Бриджит[1] (умерла до 1526), жена Уильяма Кэмдена.